# رامون ویلدا مورالس
خوزه رامون آدولفو ویلدا مورالس (انگلیسی: José Ramón Adolfo Villeda Morales)؛ زادهٔ ۲۶ نوامبر ۱۹۰۹ – درگذشتهٔ ۸ اکتبر ۱۹۷۱) یک سیاستمدار و پزشک اهل هندوراس بود. او از ۲۱ دسامبر ۱۹۵۷ تا ۳ اکتبر ۱۹۶۳ رئیس‌جمهور هندوراس بود.
رامون ویلدا مورالس در ۸ اکتبر ۱۹۷۱، در سن ۶۱ سالگی در نیویورک درگذشت.